# Kursverlust (Film)
Der Fernsehfilm Kursverlust ist eine schweizerische Produktion unter Beteiligung des Fernsehsenders SRF aus dem Jahr 2013. Der Spielfilm erzählt die Geschichte von Julia und Robert und ihrer Familie.
Die TV-Erstausstrahlung erfolgte am 13. Oktober 2013 auf SRF 1.

## Handlung
Julia ist glückliche Mutter, leidenschaftliche Ruderin und arbeitet erfolgreich als Teamleiterin im Sozialamt Biel. Als ihr Mann Robert seine Stelle im internationalen Finanzhandel verliert, ändert sich Julias Leben schlagartig. Robert bleibt nun zu Hause und beeilt sich nicht mit der Stellensuche.
Als eines Tages Julias Boot kentert, fischt der sympathischen Obdachlose Elias sie auf. Elias lebt im Hafen und renoviert sein Boot.
Im Gespräch übermittelt sie Elias das Bild einer erfolgreichen Frau, die ihr Leben im Griff hat. Doch dieses Selbstbild ist ins Wanken geraten, seitdem ihr Mann die Stelle verloren hat. Ihre Mutter kommt in die letzte Lebensphase, und ihre beiden Kinder lassen sich nichts mehr sagen. Vor allem ihr still pubertierender Sohn Pascal macht Julia Sorgen. Einmal muss sie ihn auf dem Polizeiposten abholen, nachdem er zusammen mit Kollegen beinahe das Boot von Elias angezündet hat.
Elias ist mit seinem Leben zufrieden, was Julia fasziniert. Sie besucht ihn immer öfter, da er ihr hilft, ihre Sinnkrise zu bewältigen. Dies hat zur Folge, dass ihr Mann die Familie verlässt und eine Reise unternimmt.
Es stellt sich heraus, dass Elias seinen Sohn bei einem Tauchunfall verloren hat. Er nimmt wieder Kontakt zu seiner Familie auf und kehrt zu ihr zurück. Auch Robert kommt wieder zurück. Pascal ist nun mit einer Mitschülerin zusammen.

## Hintergrund
Kursverlust beschäftigt sich mit dem Mittelstand der Schweiz. Der Film zeigt den grossen Einfluss der Finanzkrise und deren Auswirkungen auf das private Leben.
Es handelt sich um den zweiten Fernsehfilm von Barbara Kulcsar nach Nebelgrind. Das Schweizer Fernsehen nominierte Kursverlust für den Wettbewerb des Fernsehfilmfestivals Baden-Baden 2013.